# Käthe Leichter
Marianne Katharina "Käthe" Leichter, avstrijska ekonomistka, borka za pravice žensk, novinarka in političarka, * 20. avgust 1895, Dunaj, † 17. marec 1942, Center za evtanazijo Bernburg.
Käthe je bila članica Socialdemokratske stranke Avstrije (Sozialdemokratische Partei Österreichs) in Dunajske Zbornice delavcev (Wiener Arbeiterkammer). Med nacističnim režimom so jo odpeljali v koncentracijsko taborišče Ravensbrück, kjer so jo leta 1942 v Centru za evtanazijo Bernburg ubili s plinom.

## Zgodnje življenje
Leichterjeva se je rodila na Dunaju leta 1895 kot Marianne Katharina Pick. Bila je druga hči judovskega para, odvetnika Josefa Picka (1849, Náchod – 1926) in njegove žene Charlotte "Lotte" Rubinstein (1871, Galați – 1939). Njena starejša sestra je bila avstrijsko-ameriška skladateljica in glasbena terapevtka Vally Weigl.
Käthe je leta 1914 diplomirala na liceju Beamten-Töchter-Lyceum in nato začela študirati politologijo na Univerzi na Dunaju. Ker takrat avstrijskim ženskam ni bilo dovoljeno diplomirati, se je leta 1917 prepisala na nemško univerzo Heidelberg; diplomirala je julija 1918.

## Politična kariera
Leichterjeva se je kot študentka pred izbruhom 1. svetovne vojne vključila v Wiener Jugendbewegung (Dunajsko mladinsko gibanje), radikalno levičarsko organizacijo. Pozneje se je pridružila članom Parteischüler-Bildungsverein Karl Marx, marksistični skupini v Socialnodemokratski delavski stranki Avstrije (SDAPÖ - Sozialdemokratische Arbeiterpartei Österreichs), ki je nasprotovala vojni. Ko je bila leta 1918 ustanovljena Republika Avstrija, se je kot ena prvih avstrijskih diplomiranih žensk politologinj, ki se je specializirala za ekonomijo, pridružila Reichswirtschaftskommission der Arbeiterräte (Državni ekonomski odbor sveta delavcev), Sozialisierungskommission (Državni odbor za socializacijo industrije) in Zentralverband für Gemeinwirtschaft (Centralna organizacija za javne dobrine in korporacije) in delala z Zveznim ministrstvom za finance (Bundesministerium für Finanzen).
Leichterjeva se je leta 1925 pridružila Frauenreferat der Wiener Arbeiterkammer (Oddelek za ženske pri Dunajski delavski zbornici) in vodila oddelek do leta 1934. Leta 1932 je bila izvoljena v Betriebsrat der Wiener Arbeitkammer (Delavski odbor pri Dunajski delavski zbornici). Objavljala je članke in poročila na podlagi statističnih podatkov, ki jih je zbirala o delu žensk v Avstriji. Poleg tega je predavala in v radijskih oddajah zagovarjala pravice žensk. Zavzemala se je za enako plačilo, zaposlovanje več žensk v socialni upravi in možnosti zaposlitve univerzitetno izobraženih žensk.

## Osebno življenje
Leta 1921 se je poročila z Ottom Leichterjem, kolegom socialistom in novinarjem. Prvega sina Heinza je rodila leta 1924, drugega Franza pa leta 1930.

## Politično preganjanje in smrt
Ko so februarja 1934 v Avstriji SDAPÖ prepovedali, se je Leichterjeva pridružila Revolucionarnim socialistom Avstrije (RS - Revolutionäre Sozialisten), podzemni socialistični organizaciji, ki so jo ustanovili kot odgovor na prepoved stranke. Z možem Ottom sta leta 1934 za šest mesecev migrirala v Zürich v izgnanstvo, ampak sta se vrnila na Dunaj. Käthe Leichter je bila članica odbora za usposabljanje Revolucionarnih socialistov. Njena hiša v Mauerju pri Dunaja (danes Rosenhügelstrasse 245 v 23. dunajskem okrožju) je postala zbirališče funkcionarjev preganjanega delavskega gibanja.
Pisala je antifašistične brošure in v tujini objavljala članke pod psevdonimoma Maria Mahler in Anna Gärtner. Potem ko so leta 1938 nacisti v Anschlussu napadli Avstrijo, je poskušala z družino pobegniti iz Avstrije. Njeni družini je to uspelo, njo pa je Gestapo na Dunaju 30. maja 1938 aretiral. Leta 1940 so jo odpeljali v koncentracijsko taborišče Ravensbrück, kjer so jo v centru za evtanazijo Bernburg v začetku leta 1942 zastrupili s plinom. Žara v Feuerhalle Simmering napolnjena z zemljo iz koncentracijskega taborišča Ravensbrück, služi kot njen kenotaf.

## Zapuščina
Po njej imenovali so leta 1949 poimenovali ulico Käthe Leichter-Gasse, v dunajski četrti Hietzing. V njen spomin je poimenovana tudi nagrada, ki jo avstrijska vlada vsako leto podeljuje zgodovinarkam.